# Neoplocaederus punctipennis
Neoplocaederus punctipennis är en skalbaggsart som först beskrevs av Müller 1942.  Neoplocaederus punctipennis ingår i släktet Neoplocaederus och familjen långhorningar. Inga underarter finns listade i Catalogue of Life.